# Tom Brown (Tennisspieler)
Thomas „Tom“ Pollok Brown Jr. (* 26. September 1922 in Washington, D.C.; † 27. Oktober 2011 in Castro Valley) war ein US-amerikanischer Tennisspieler.

## Karriere
In der ersten Hälfte der 1940er Jahre trat Tom Brown zweimal bei den U.S. Championships an, die später als US Open ausgetragen wurden. 1942 erreichte er das Achtelfinale, 1944 schied er in der ersten Runde aus. Erst nach dem Zweiten Weltkrieg begannen seine größeren Erfolge.
Bei den Internationalen französischen Meisterschaften, später als French Open ausgetragen, und in Wimbledon erreichte er 1946 jeweils das Halbfinale im Einzel. In Wimbledon unterlag er dem späteren Turniersieger Yvon Petra aus Frankreich in fünf Sätzen. Nicht nur im Einzel kam er bei diesem Turnier in eine späte Runde, sowohl im Doppel- als auch im Mixed-Wettbewerb erreichte er mit seinen jeweiligen Partnern das Finale. Im Doppel entschieden er und Jack Kramer die ausschließlich US-amerikanisch besetzte Finalrunde für sich, im Mixed besiegten er und seine Landsfrau Louise Brough die Paarung Dorothy Bundy und Geoff Brown. Im September schlug er im Viertelfinale der U.S. Championships den Titelverteidiger Frank Parker und erreichte anschließend das Finale, wo er Jack Kramer unterlag. Im Folgejahr kam es in Wimbledon zur Neuauflage dieses Finales, erneut verlor Brown gegen Kramer.
Seinen einzigen Titel bei den U.S. Championships gewann Brown 1948 an der Seite von Louise Brough im Mixed. Im Finale bezwangen sie Margaret Osborne duPont und Bill Talbert in zwei Sätzen.
In den Jahren zwischen 1950 und 1953 trat Brown zweimal für die Davis-Cup-Mannschaft der Vereinigten Staaten an. Sein erster Einsatz war bei dem Finale  des Davis Cups 1950. Das US-amerikanische Team verlor 1:4 gegen die australische Mannschaft, nur Brown konnte sein Einzelmatch gegen Ken McGregor gewinnen. Bei den Einsätzen beim Davis Cup siegte Brown insgesamt in drei seiner vier Partien.
Obwohl er sich 1949 aufgrund seiner beruflichen Karriere vom internationalen Tennisgeschehen weitgehend verabschiedet hatte, spielte Brown weiterhin Tennisturniere, größtenteils in den USA und dort meist in Kalifornien. Seine letzte Teilnahme bei einem Turnier der ATP war 1972 in Albany. Er spielte aber auch danach weiter bis in seine 80er Jahre Tennis, so gewann er mehrere Seniorentitel der United States Tennis Association.

## Persönliches
Brown wuchs als Sohn einer Lehrerin und eines Journalisten in San Francisco auf. Er studierte in Berkeley Politikwissenschaften und besuchte anschließend die Law School der Universität. Bis zu seinem Ruhestand im Jahr 1987 war er als Jurist tätig.
Im Zweiten Weltkrieg war er ab 1945 als Mörserschütze in Deutschland, Österreich und Frankreich stationiert. Fünf Monate nach der Entlassung aus dem Militärdienst gewann er seine Titel in Wimbledon.
Brown hatte drei Töchter und einen Sohn. Er starb im Alter von 89 Jahren an Komplikationen in Folge der Alzheimer-Krankheit.

## Erfolge bei Grand-Slam-Turnieren

### Einzel

#### Finalteilnahmen
| Nr. | Datum             | Turnier                 | Belag | Finalgegner | Ergebnis      |
| --- | ----------------- | ----------------------- | ----- | ----------- | ------------- |
| 1.  | 8. September 1946 | U.S. Championships      | Rasen | Jack Kramer | 7:9, 3:6, 0:6 |
| 2.  | 4. Juli 1947      | Wimbledon Championships | Rasen | Jack Kramer | 1:6, 3:6, 2:6 |

### Doppel

#### Turniersiege
| Nr. | Datum        | Turnier                 | Belag | Partner     | Finalgegner             | Ergebnis      |
| --- | ------------ | ----------------------- | ----- | ----------- | ----------------------- | ------------- |
| 1.  | 5. Juli 1946 | Wimbledon Championships | Rasen | Jack Kramer | Geoff Brown Dinny Pails | 6:4, 6:4, 6:2 |

#### Finalteilnahmen
| Nr. | Datum         | Turnier                                     | Belag | Partner        | Finalgegner                  | Ergebnis           |
| --- | ------------- | ------------------------------------------- | ----- | -------------- | ---------------------------- | ------------------ |
| 1.  | 27. Juli 1947 | Internationale französische Meisterschaften | Sand  | Bill Sidwell   | Eustace Fannin Eric Sturgess | 4:6, 6:4, 4:6, 3:6 |
| 2.  | 2. Juli 1948  | Wimbledon Championships                     | Rasen | Gardnar Mulloy | John Bromwich Frank Sedgman  | 7:5, 5:7, 5:7, 7:9 |

### Mixed

#### Turniersiege
| Nr. | Datum              | Turnier                 | Belag | Partnerin     | Finalgegner                          | Ergebnis |
| --- | ------------------ | ----------------------- | ----- | ------------- | ------------------------------------ | -------- |
| 1.  | 5. Juli 1946       | Wimbledon Championships | Rasen | Louise Brough | Dorothy Bundy Geoff Brown            | 6:4, 6:4 |
| 2.  | 19. September 1948 | U.S. Championships      | Rasen | Louise Brough | Margaret Osborne duPont Bill Talbert | 6:4, 6:4 |

#### Finalteilnahmen
| Nr. | Datum         | Turnier                                     | Belag | Partnerin     | Finalgegner              | Ergebnis |
| --- | ------------- | ------------------------------------------- | ----- | ------------- | ------------------------ | -------- |
| 1.  | 28. Juli 1946 | Internationale französische Meisterschaften | Sand  | Dorothy Bundy | Pauline Betz Budge Patty | 5:7, 7:9 |

## Veröffentlichungen
- Tom Brown und Lee Tyler: As Tom Goes by: A Tennis Memoir. Daniel & Daniel Pub, McKinleyville 2007, ISBN 978-1-56474-465-4 (englisch).